# ホラニ龍コリニアシ
ホラニ 龍コリニアシ（ホラニ りゅうコリニアシ、Holani Ryu Koriniasi、1981年10月25日 - ）は、トンガ出身の元ラグビーユニオン選手。旧名「コリニアシ・ホラニ」。現在ジャパンラグビーリーグワン埼玉パナソニックワイルドナイツのFWコーチを務めている。

## プロフィール
- ポジションはナンバーエイト(No8)、フランカー(FL)。
- 身長187cm、体重115kg
- 日本代表キャップは45。（2015年10月現在）
- ニックネームはコリー、こっさん。
- 伯父は元日本代表のノフォムリ・タウモエフォラウ[1]。
- ラグビーは日本に来てから始めたということもあり「僕は自分が外国人だとは思っていない。日本でここまで成長したから」と述べている[2]。
- 弟は同じくラグビー選手のホラニ龍シオアペラトゥー。
- 2007年に日本国籍を取得。その際に名乗った「龍」は母の名「リウメイ」と、早逝した埼工大深谷高時代の友人の戒名「青龍由心」にちなむ。[3]。
- 「日本の戦う男としての気持ちが感じられたから」との理由で、左腕に「大和魂」の文字のタトゥーを彫っている[4][5]。

## 略歴
1981年、トンガの首都ヌクアロファ出身。トンガ在住時はラグビーをやったことは一度もなく、吹奏楽部に所属し、トロンボーンを吹いていたという。その後、16歳時にトンガから埼玉県深谷市にある埼玉工大深谷高校へと留学。埼玉工業大学の情報工学科 を経て、2006年に三洋電機ワイルドナイツへ入団。同年9月9日に行われたジャパンラグビートップリーグ第2節のセコムラガッツ戦に先発出場で日本での公式戦初出場を果たした。
2007年、帰化により日本国籍を取得。その後日本代表に選ばれ、2008年のカザフスタン戦で日本代表として初出場。
2011年、ラグビーワールドカップ2011の日本代表に選ばれる。なおワールドカップでは1試合に出場した。
2015年、バーバリアンズのメンバーに藤田慶和と共に選ばれた。また同年8月にラグビーワールドカップ2015の日本代表に選出された。
2019年、現役を引退してパナソニック ワイルドナイツのコーチに就任。

## テレビ
- ネプリーグ（2016年1月1日、フジテレビ）
- 踊る!さんま御殿!!（2016年1月5日、日本テレビ）
- スポーツジャングル（2016年5月24日・5月31日・6月7日、フジテレビ）
- 有吉ゼミ（2016年10月24日・12月26日・2017年2月13日、日本テレビ）
- 探偵!ナイトスクープ「因縁の相手・ホラニ龍コリニアシ ラグビー元日本代表をタックルで倒したい!」（2020年11月20日、朝日放送）